# Tmarus kotigeharus
Tmarus kotigeharus là một loài nhện trong họ Thomisidae.
Loài này thuộc chi Tmarus. Tmarus kotigeharus được Benoy Krishna Tikader miêu tả năm 1963.